# Arrentès-de-Corcieux
Arrentès-de-Corcieux település Franciaországban, Vosges megyében. Lakosainak száma 177 fő (2022. január 1.). Arrentès-de-Corcieux Gérardmer, Barbey-Seroux, La Chapelle-devant-Bruyères, Corcieux és Gerbépal községekkel határos.

## Népesség
A település népességének változása:
| Lakosok száma | 177  | 174  | 181  | 179  | 181  | 183  | 184  | 184  | 177  |
|               | 2013 | 2015 | 2016 | 2017 | 2018 | 2019 | 2020 | 2021 | 2022 |